# Potosi (Misuri)
Potosi es una ciudad ubicada en el condado de Washington en el estado estadounidense de Misuri. En el Censo de 2010 tenía una población de 2660 habitantes y una densidad poblacional de 441,16 personas por km².

## Geografía
Potosi se encuentra ubicada en las coordenadas 37°56′2″N 90°46′30″O / 37.93389, -90.77500. Según la Oficina del Censo de los Estados Unidos, Potosi tiene una superficie total de 6.03 km², de la cual 6.03 km² corresponden a tierra firme y (0 %) 0 km² es agua.

## Demografía
Según el censo de 2010, había 2660 personas residiendo en Potosi. La densidad de población era de 441,16 hab./km². De los 2660 habitantes, Potosi estaba compuesto por el 95.15 % de blancos, el 2.18 % eran afroamericanos, el 0.38 % eran amerindios, el 0.41 % eran asiáticos, el 0 % eran isleños del Pacífico, el 0.26 % eran de otras razas y el 1.62 % pertenecían a dos o más razas. Del total de la población el 1.58 % eran hispanos o latinos de cualquier raza.